# Lepidium tiehmii
Lepidium tiehmii är en korsblommig växtart som först beskrevs av Reed Clark Rollins, och fick sitt nu gällande namn av Al-shehbaz. Lepidium tiehmii ingår i släktet krassingar, och familjen korsblommiga växter. Inga underarter finns listade i Catalogue of Life.